# Банани с пижами (албум)
„Банани с пижами“ е албум на българската поп/кънтри певица Росица Кирилова и е издаден през 2000 от Рива Саунд. Този албум включва основно песни, познати от предишни издания на Кирилова, както и няколко инструментала на нейни популярни песни.

## Песни
1. „Банани с пижами“ (4,33)
2. „Парцалина“ (4,02)
3. „Да протегнем на някой ръка“
4. „Лято е, млади сме“
5. „Всяка грешка има прошка“ (4,13)
6. „Бог да е с теб“ (3,25)
7. „Банани с пижами“ – инструментал
8. „Парцалина“ – инструментал
9. „Да протегнем на някой ръка“ – инструментал
10. „Лято е, млади сме“ – инструментал
11. „Всяка грешка има прошка“ – инструментал
12. „Бог да е с теб“ – инструментал